# Собачья ночь
«Собачья ночь» (Nuit de Chien; иногда: «Эта ночь») — французско-немецко-португальский драматический фильм 2008 года режиссёра Вернера Шрётера. Он основан на романе Хуана Карлоса Онетти «Para esta noche» (1943). Фильм был представлен на конкурсе 65-го Венецианского международного кинофестиваля.
Последний фильм Вернера Шрётера и Натали Делон.

## Сюжет
Станция Санта-Мария (вымышленный город), ночь. Мужчина по имени Оссорио выходит из поезда среди толпы беженцев и солдат. В осаждённом городе герой рушащегося сопротивления пытается найти старых союзников и свою любимую. Но ситуация сильно изменилась, и вчерашние друзья уже не произносят прежних речей. Поскольку разбушевавшаяся милиция терроризирует город, то теперь каждый стремится спасти свою шкуру.
Всё усугубляется тем, что выбраться из города можно только на корабле — военном корабле: строго охраняемом и отправляющемся неизвестно куда и c неизвестно какой целью…

## В ролях
| Актёр                | Роль    |
| -------------------- | ------- |
| Паскаль Греггори     | Оссорио |
| Бруно Тодескини      | Морасан |
| Амира Касар          | Ирэн    |
| Эрик Каравака        | Вильяр  |
| Натали Делон         | Риссо   |
| Марк Барбе           | Варгас  |
| Жан-Франсуа Стевенен | Мартинс |
| Булле Ожье           | Д. Инес |

| Актёр              | Роль           |
| ------------------ | -------------- |
| Лаура Мартин       | Виктория       |
| Филипе Дуарте      | Хулио          |
| Сами Фрей          | Баркала        |
| Эльза Зильберштейн | Мария де Соуза |
| Изабель Рут        | эпизод         |
| Лаура Соверал      | эпизод         |
| Тереза Таварес     | эпизод         |